# صفراء القرون
صَفْراء القُرون أو غُبَيْرائيَّة الورق (الاسم العلمي: Xanthoceras)، نوع أحادي الطراز في جنس صَفْراء القُرون من فصيلة الصابونية، وهي شجرة معمرة موطنها الأصلي لشمال الصين في مقاطعات قانسو وخبي وخنان ولياونينغ وني نيغغول ونينغشيا وشنشي وشاندونغ. كما تزرع في روسيا، بعد أن تم استيراده هناك منذ القرن التاسع عشر.